# John Kamm
Pour les articles homonymes, voir Kamm.
John Kamm est un homme d'affaires américain et militant défenseur des Droits de l'homme et fondateur de la Fondation Dui Hua. Il est crédité pour avoir aidé quelque 400 prisonniers politiques chinois, tibétains et ouighours.

## Travail initial
En 1989, John Kamm était vice-président de la Chambre de commerce et d'industrie américaine à Hong Kong. Il a convaincu la majorité de ses membres de voter une résolution condamnant la répression des manifestations de la place Tian'anmen de 1989, malgré la forte opposition de beaucoup qui pensaient que la Chambre ne devait pas faire de déclarations politiques.
L'année suivante, il est devenu le président de la Chambre. Pendant sa présidence d'un an, il a fait pression sur Pékin pour la libération des personnes emprisonnées pour leur participation aux manifestations de la place Tian'anmen. Simultanément, John Kamm a recommandé l'extension du statut de commerce de la clause de la nation la plus favorisée (MFN) avec la Chine, défendant le point de vue que l’engagement avec la Chine est un outil plus efficace que la sanction pour améliorer le statut des détenus politiques.

« Quel que soit le capital que nous pourrions gagner en combattant d’autres sanctions, nous le dépenserons avec joie dans l'effort pour libérer tous les prisonniers de conscience chinois . »

## Fondation Dui Hua
John Kamm est le fondateur et directeur exécutif de la Fondation Dui Hua basée à San Francisco qui œuvre pour la libération de prisonniers d'opinion en Chine. Cette organisation à but non lucratif a pour but d'améliorer les droits de l’Homme universels aux États-Unis et en Chine au moyen d'un dialogue bien informé. La fondation gère une base de données comprenant des informations sur 15 000 prisonniers politiques.
Depuis la création de la Fondation en 1999, John Kamm intervient pour des prisonniers politiques chinois, demandant de meilleures conditions et leur libération. Utilisant la base de données de la fondation, John Kamm créé des listes de prisonniers politiques pour les présenter à des officiels chinois.
La réceptivité du gouvernement chinois à ces listes provient du fait que John Kamm et sa fondation mettent l'accent sur le dialogue au lieu de « nommer et déshonorer ». Cependant, au moins une partie du succès de Dui Hua peut être attribuée à l'histoire spécifique de John Kamm en tant qu’homme d'affaires. Les fonctionnaires chinois considèrent John Kamm comme un interlocuteur sérieux et respectueux à cause du crédit et des connexions qu'il a développés pendant les années qu’il a passé à Hong Kong.

« Quand j'ai défendu la MFN, je n'avais aucune idée de l'impact que cela aurait. Le gouvernement chinois était véritablement reconnaissant. J'ai été vraiment étonné. Même encore aujourd'hui, les officiels chinois me disent que je serai toujours connu pour cela. C’est véritablement ironique quand vous considérez ce que je dis…. je peux critiquer la Chine très rudement parce que j'ai fait quelque chose ils voient comme un acte d'amitié. »

## Film documentaire
Un film documentaire de Marie Louville, "Prisonnière à Lhassa", est consacré à la vie et la libération de la nonne tibétaine Ngawang Sangdrol et l'action de John Kamm qui a permis sa libération. Il y est aussi question de Takna Jigme Sangpo, le prisonnier politique ayant accompli la peine la plus longue au monde et que John Kamm a aussi contribué à libérer.

## Prix
- En 1997, John Kamm a reçu le Prix « Best Global Practices Award » du département du Commerce des États-Unis du Président Bill Clinton[7].
- En 2001, il a reçu le Eleanor Roosevelt Award for Human Rights (en) du Président George W. Bush[7].
- En 2004, il obtenu le MacArthur Fellowship pour son travail. À ce jour, il est le seul homme d’affaires à avoir reçu cette distinction honorifique[8],[9].